# Hipotèrmia terapèutica
La hipotèrmia terapèutica és un procediment mèdic per mitjà del qual es disminueix, de manera controlada, la temperatura corporal del pacient a 34 °C +/-2 °C per tal de minimitzar les seqüeles neurològiques de la isquèmia del teixit cerebral.

## Història
L'ús mèdic de la hipotèrmia no és nou, es remunta a temps dels antics egipcis, grecs i romans. Hipòcrates recomanava la utilització de gel amb els soldats ferits per tal de disminuir i intentar aturar l'hemorràgia. Els efectes neuroprotectors de la hipotèrmia també es van observar en nounats que havien estat abandonats en ambients freds, i que restaven viables per temps més perllongats. Durant els anys 1930 hi va haver un gran interès mèdic per la hipotèrmia, en adonar-se’n que hi havia més facilitat de reanimació en pacients que havien patit una aturada cardíaca en ambients freds.
Durant els anys 50 es va començar a usar en neurocirurgia i cirurgia cardíaca per preservar la funció cel·lular i disminuir el metabolisme; i també es van començar a fer estudis en animals i humans, usant temperatures al voltant dels 30 °C. Posteriorment aquests estudis es van aturar degut als efectes secundaris del procediment i als dubtosos beneficis observats. Durant els anys 1970 els estudis es van tornar a iniciar, emprant temperatures que rondaven els 32-35 °C, i es va observar menys efectes adversos derivats del tractament.
El primer estudi clínic amb humans el va realitzar Stephen Alan Bernard l'any 1997; va observar que els pacients tractats amb Hipotèrmia Terapèutica tenien un millor pronòstic que els casos control. Gràcies a aquests estudis s'observa que la hipotèrmia induïda és un element protector davant del dany neurològic derivat d'isquèmia cerebral. Després de la publicació d'aquest estudi, i de dos més publicats el 2002 es va recomanar la utilització de la Hipotèrmia Terapèutica pel tractament dels pacients comatosos després d'una aturada cardíaca. Tres anys més tard, la Societat Americana del Cor (AHA) va incloure en les seves Guies de Reanimació Cardiopulmonar la recomanació de la utilització del refredament entre 32-34 °C durant 12-24 hores si el ritme cardíac inicial és fibril·lació ventricular.

## Utilitzacions mèdiques

### Aturada càrdiorespiratòria
Segons després d'una aturada cardiorespiratòria, el reg sanguini que irriga el cervell cessa produint una distribució deficient d'oxigen als teixits. Això causa pèrdua de consciència i una cascada d'esdeveniments metabòlics que causen anòxia i necrosi del teixit cerebral. En casos greus pot causar edema cerebral i obstrucció de la sortida de líquid cefalorraquidi, conduint a hipertensió intracranial. Després del restabliment circulatori, apareixen danys per reperfusió que persisteixen durant hores o fins i tot dies.

### Hipòxia perinatal
S'ha demostrat que millora els resultats de nounats amb hipòxia perinatal. El refredament s'inicia abans de les 6 hores després del naixement i dura un màxim de 72 hores. Disminuint significativament la mortalitat i reduint els efectes neurològics.

## Efectes adversos
- Augment del risc d'infecció.
- Disminució de la producció d'insulina.
- Hipopotassèmia.
- Augment de la secreció bronquial.
- Disminució del recompte de plaquetes.
- Disminució del flux renal.

## Classes de Procediment

### Invasiu
- Catèter intravascular.
- Bypass percutani venós continu.
- Bypass cardiopulmonar.
- Infusió endovenosa de grans volums a 4 °C.
- Neteja nasal, gàstrica i rectal.
- Neteja amb intercanvi peritoneal fred.
- Perfusió jugular retrògrada.

### No invasiu
- Bosses de gel.
- Manta de convecció per circulació d'aigua.
- Sistema de planxes d'hidrogel adherides al cos.
- Refredament cranial selectiu.